# Robert Ballard (Unterwasserarchäologe)

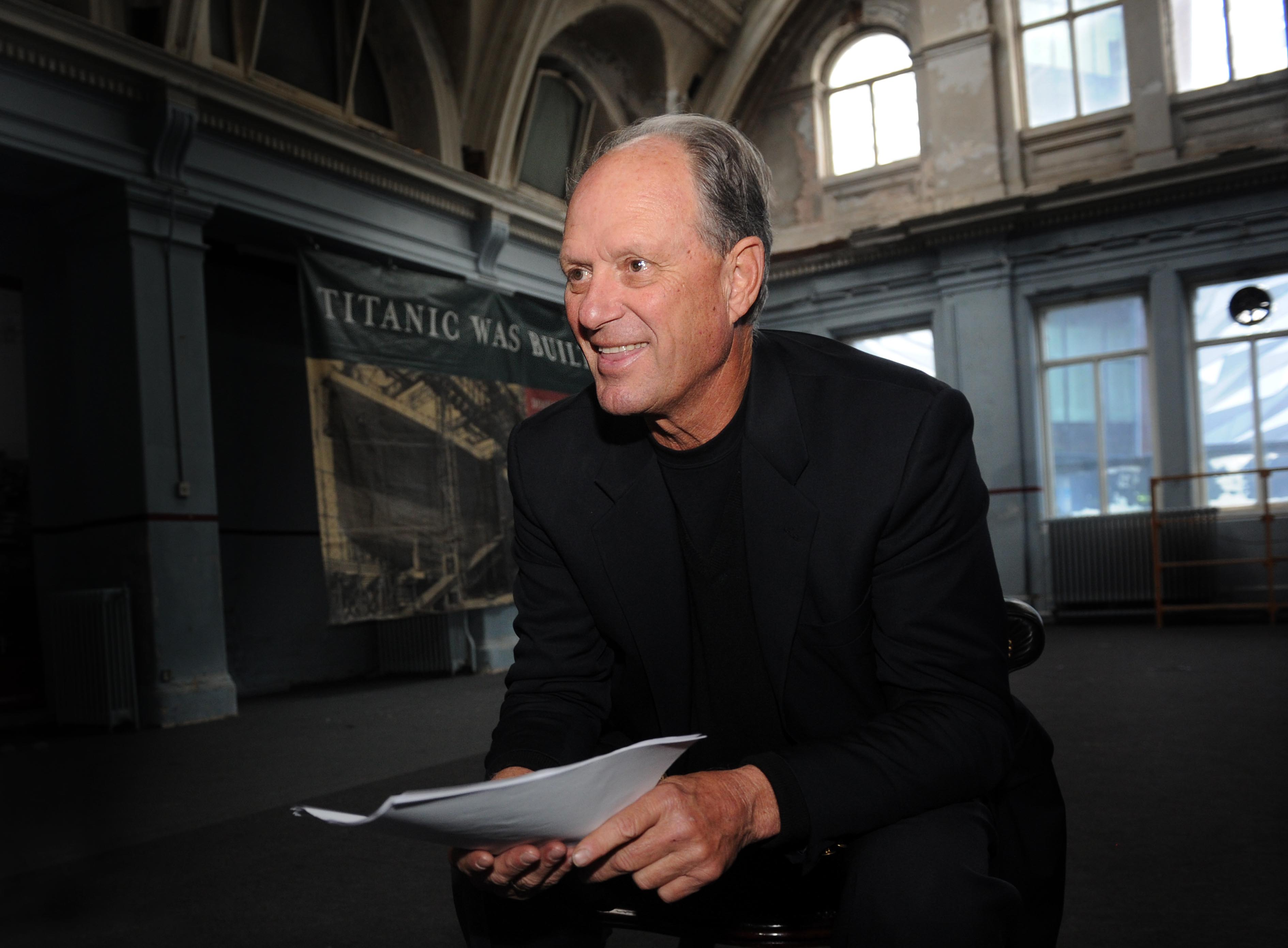
Robert Ballard, 2011

Robert Duane Ballard (* 30. Juni 1942 in Wichita, Kansas) ist ein US-amerikanischer Unterwasserarchäologe, Professor für Ozeanographie sowie Gründer und Direktor des Institute for Archaeological Oceanography an der University of Rhode Island (URI). Bekannt wurde er vor allem durch die Entdeckung der Wracks der Titanic und der Bismarck.

## Leben und Wirken

### Herkunft, Ausbildung und Privates
Ballard ist der Sohn von Chester Patrick „Chet“ Ballard, der beim Flugzeughersteller North American Aviation als Chef-Ingenieur des Minuteman-Raketenprogramms arbeitete, und dessen Frau Harriet Nell (geb. May). Seine Begeisterung für die Tiefsee erwarb er sich durch Bücher, Kino- und Fernsehfilme über die Unterwasserwelt wie etwa 20.000 Meilen unter dem Meer. Außerdem fühlte er sich inspiriert durch Jacques Cousteau.
1965 absolvierte Ballard das Bachelor-Studium der Chemie und Geologie an der University of California, Santa Barbara. An der University of Hawaii graduierte er 1966 als Master of Science (M.S.) in Geophysik. 1974 promovierte er mit einer Kartographierungsarbeit des Meeresgrunds vom Golf von Maine im Fach Geologische Ozeanographie an der University of Rhode Island bei Jelle Zeilinga de Boer.
Ballard war in erster Ehe seit dem 1. Juli 1966 mit Marjorie Constance Jacobsen verheiratet, mit der er zwei Söhne hat, Todd Alan und Douglas Matthew. Die Ehe wurde 1990 geschieden. Am 12. Januar 1991 heiratete er in zweiter Ehe die Dokumentarfilmproduzentin Barbara Hanford Earle. Aus der Ehe gingen ebenfalls zwei Kinder hervor, William Benjamin Aymar Ballard (* 1994) und Emily Rose Ballard (* 1997).

### Meeresgeologie
Ballard gehörte 1977 dem Expeditionsteam an, das mit dem Forschungsboot Alvin zum ersten Male submarine Hydrothermalquellen, die sogenannten Black Smokers, in der Nähe der Galapagosinseln entdeckte. Diese Quellen haben eine Temperatur von etwa 400 °C und stoßen eine Fontäne von schwarzem, rauchigen Wasser aus. Eine Wasserprobe ergab einen pH-Wert von 2,8 – was dem Säuregrad von Weinessig entspricht.

### Unterwasserarchäologie und Wracksuche

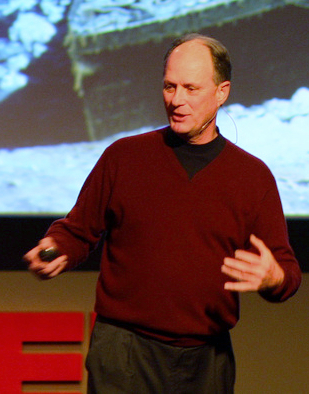
Ballard auf der TED-Konferenz 2008

Bekannt wurde Ballard durch die Entdeckung zahlreicher Schiffswracks. So fand er am 1. September 1985 zusammen mit Jean-Louis Michel das Wrack der Titanic, die 1912 gesunken war. Die Suche finanzierte er, indem er zunächst in einer geheimen Mission die Überreste der gesunkenen US-amerikanischen Atom-U-Boote Scorpion und Thresher mit einem Tauchroboter im Auftrag der US Navy inspizierte.
Ebenso entdeckte er das deutsche Schlachtschiff Bismarck und den US-amerikanischen Flugzeugträger Yorktown aus dem Zweiten Weltkrieg. Ende der 1980er Jahre fand Ballard ein phönizisches Schiff aus dem 7. Jahrhundert v. Chr., eines der ältesten, jemals wiederaufgefundenen Wracks. 1995 tauchte er mit dem US-Navy-Tieftauchboot NR-1 nochmals im Mittelmeer nach Wracks auf einer Handelsroute zwischen Karthago und Rom.
Von 1999 bis Ende 2000 führte Ballard mit einem Team eine Reihe von Expeditionen entlang der türkischen Küste des Schwarzen Meeres durch. Dabei suchten sie nach Resten von Artefakten, um die These zu belegen, dass die frühere, meereinwärts gelegene Küste des Schwarzen Meeres schon von Menschen besiedelt worden war. Im Westen von Sinope entdeckte man zunächst drei alte Schiffswracks in 100 m Tiefe. Wrack A und Wrack C wurden auf die späte römische Kaiserzeit geschätzt (zweites bis viertes Jahrhundert n. Chr.), während Wrack B wahrscheinlich dem spätantiken byzantinischen Reich (fünftes bis siebtes Jahrhundert n. Chr.) zuzuordnen sei. Im Westen von Sinope entdeckte man in 320 m Tiefe ein mitsamt der Ladung sehr gut erhaltenes Wrack, das durch das anoxische Wasser in einem sehr guten Erhaltungszustand war. Radiokarbon-Messungen erbrachten ein Entstehungsdatum zwischen 410 und 520 n. Chr.
Im November 2000 fand Ballard Spuren einer antiken Besiedlung am Küstenschelf des Schwarzen Meeres. Dies war für ihn ein wichtiges Indiz für die Richtigkeit der Sintflut-These der Marinegeologen William Ryan und Walter C. Pitman (Columbia University). Nach dem Ende der letzten Eiszeit wäre demnach der Meeresspiegel des Mittelmeeres angestiegen und hätte den natürlichen Damm zum Schwarzen Meer hin vor etwa 7500 Jahren durchbrochen.
2019 leitete er eine Expedition, die sich in der Nähe der Insel Nikumaroro auf die Suche nach Amelia Earhart machte.

### Fernsehen
Für die erste Staffel der von Steven Spielberg für NBC produzierten Fernsehserie SeaQuest DSV fungierte Ballard 1993 nicht nur als Berater der Serie, sondern präsentierte im Abspann auch wissenschaftliche Hintergründe der jeweiligen Folge mit Bezug zur realen Welt. In der ersten Folge der dritten Staffel, die im Jahr 2032 spielt, wird in der Serie ein fiktives Ballard Institut genannt, das nach Robert Ballard benannt wurde.

## Werke
- mit James G. Moore: Photographic atlas of the Mid-Atlantic Ridge Rift Valley. Springer, Berlin/Heidelberg/New York 1977, ISBN 3-540-90247-3.
- mit Rick Archbold: Das Geheimnis der Titanic. 2. Auflage. Ullstein, Berlin/Frankfurt am Main 1987, ISBN 3-550-07653-3.
- mit Rick Archbold: Die Entdeckung der Bismarck. Deutschlands größtes Schlachtschiff gibt sein Geheimnis preis. Ullstein, Berlin/Frankfurt am Main 1990, ISBN 3-550-06443-8.
- mit Rick Archbold: Versenkt im Pazifik. Schiffsfriedhof Guadalcanal. Ullstein, Berlin/Frankfurt am Main 1993, ISBN 3-550-06834-4.
- mit Tony Chiu: Das Rätsel der Dakar. Roman. Ullstein, Berlin/Frankfurt am Main 1995, ISBN 3-548-23782-7.
- mit Spencer Dunmore: Das Geheimnis der Lusitania. Eine Schiffskatastrophe verändert die Welt. Ullstein, Berlin/Frankfurt am Main 1995, ISBN 3-550-06888-3.
- mit Rick Archbold: Lost Liners. Von der Titanic zur Andrea Doria – Glanz und Untergang der großen Luxusliner. Heyne, München 1997, ISBN 3-453-12905-9.
- mit Rick Archbold: Rückkehr nach Midway. Die Suche nach den versunkenen Schiffen der größten Schlacht im Pazifik. Ullstein, Berlin 1999, ISBN 3-550-08302-5.
- Tiefsee. Die großen Expeditionen in der Welt der ewigen Finsternis. Ullstein, München 2000, ISBN 3-548-24771-7.
- mit Cheryl Ward: Schiffe in den Tiefen des Schwarzen Meeres. In:  George F. Bass (Hrsg.): Die Tiefe. Versunkene Schätze auf dem Meeresgrund. Herbig, München 2006, ISBN 978-3-7766-2483-0, S. 124–127.
- mit Christopher Drew: Abenteuer Tiefe. Die unglaubliche Geschichte des Mannes, der die Titanic entdeckte. Spannende Biografie eines der wichtigsten Entdecker des 21. Jahrhunderts. NG Buchverlag GmbH, München 2021, ISBN 978-3-8669-0781-2.

## Auszeichnungen (Auszug)
- 1990: American Geological Institute Award
- Explorers Club Medal vom Explorers Club
- 1996: Hubbard Medal von der National Geographic Society
- 2001: Lindbergh Award
- 2002: Benennung eines Asteroiden nach ihm: (11277) Ballard
- 2003: National Endowment for the Humanities
- 2014: Aufnahme in die American Academy of Arts and Sciences

## Dokumentarfilm
- Bob Ballard: Das Leben eines Entdeckers (Bob Ballard: An Explorer’s Life). 43 Min. Produktion: National Geographic. Deutschsprachige Erstausstrahlung: 17. Juli 2021.[6]